# Cycloneda germainii
Cycloneda germainii es una especie de insecto de la familia Coccinellidae nativa de Argentina y Chile.

## Etimología
El epíteto específico hace referencia a Philibert Germain, el entomólogo francés que le envió especímenes de este insecto a George Robert Crotch quién la describió por primera vez en 1874 como Coccinella germainii.

## Características
Cycloneda germainii mide entre 3,3 y 4,3 milímetros. Se caracteriza por una antena compuesta por 10 segmentos, bordes anteriores y laterales de color crema y alas anteriores (élitros) con manchas oscuras rodeando una marca pálida en forma de gota cerca del eje central.

## Distribución
Cycloneda germainii se encuentra en la zona suroeste de Argentina, en las provincias del Chubut, Mendoza, Neuquén, Río Negro y Santa Cruz, y en el sur de Chile, en las provincias de Cachapoal, Cautín, Choapa, Cordillera, Elqui, General  Carrera, Malleco, Magallanes, Talca, Tierra del Fuego, Valparaíso, Última Esperanza y la región de Ñuble.